# Avia M 337
El Avia M 337 (originalmente denominado Walter M337) es un motor de seis cilindros invertidos en línea refrigerados por aire. Fue desarrollado por la compañía checoslovaca como un derivado de seis cilindros del motor de cuatro cilindros M 332, en producción desde 1960. La versión sin sobrealimentador del M 337 es designado M 137. La producción fue transferida a Avia en 1964, y a Letecke Opravny Malesice (LOM) en 1992.

## Variantes
M 337AMotor básico sobrealimentado- no apto para vuelos acrobáticos.
M 337RModificada la instalación de empuje
M 337AKModificado el sistema de aceite para permitir vueloinvertido sin límites. Vuelos acrobáticos "Snap" permitidos.
M 337AK1AK dotado de alternador en lugar de generador.
M 337BIncremento de la velocidad máxima de rotación (3000 rpm) - potencia aumentada - 173 kW (235 cv).
M 337BKVersión acrobática del B.
M 337CRatio de compresión incrementado - 185 kW (252 cv)
M 137AVersión sin sobrealimentador del M 337 - 134 kW (180 cv) de potencia al despegue. Apto para vuelos acrobáticos.
M 137AZComo el M 137A, con filtro para el alimentador de aire.

## Aplicaciones
- AeroVolga LA-8C
- Falconar SAL Mustang
- Let L-200 Morava
- Zlín Z 526, Z 726
- Zlín 142
- Zlín Z 43

## Especificaciones (M 337)
- Desplazamiento: 5,97 L (364,3 in³)
- Longitud: 1.410 mm (55,51 in)
- Ancho: 472 mm (18,58 in)
- Alto: 628 mm (24,72 in)
- Peso: 148 kg (326.3 lb)
- Mecanismo de válvulas: dos árboles de levas que actúan las válvulas de cada cilindro, con válvula de escape mediada por sodio
- Sobrealimentador: Centrífugo
- Sistema de combustible: Inyección de combustible de baja presión
- Tipo de combustible: Min 72-78 octanos
- Sistema de aceite: Sistema de alimentación con cárter seco
- Sistema de enfriamiento: Refrigerado por aire
- Potencia: 157 kW (210 cv) a 2.750 rpm (despegue)